# アナと雪の女王 エルサのサプライズ
『アナと雪の女王 エルサのサプライズ』（原題: Frozen Fever）は、2015年のアメリカ合衆国のコンピュータアニメーション・ミュージカル・ファンタジー・短編映画。ウォルト・ディズニー・アニメーション・スタジオ製作。2013年の長編映画『アナと雪の女王』のスピンオフ作品。ウォルト・ディズニー・アニメーション・スタジオ製作の実写映画 『シンデレラ』 と同時上映された。
エルサがクリストフ、スヴェン、オラフの助けを借りて妹アナのためにサプライズ・パーティーを開こうとする姿を描く。

## ストーリー
前作での出来事から1年経ち、今日はアナの誕生日。エルサはアナにサプライズ・バースデー・パーティーをプレゼントしようと決意し、クリストフとスヴェンの助けを借りながら中庭（前作の最後で国民達がスケートをした場所）に会場を設け、着々と準備を進めていた。やがて鐘の音が鳴り響き、エルサはアナを起こしに行く。エルサとアナは緑基調の特別なドレスに着替え、誕生日のサプライズが始まる。
エルサが予め準備していたという、城中に張り巡らされた赤い糸（そのところどころにプレゼントが隠されている）を一緒に辿るアナとエルサだが、エルサのくしゃみに合わせて"スノーギーズ"と呼ばれる小さな雪だるまが出現する。エルサのプレゼントはどれも豪華であるが、風邪をひいているのではないかというアナの心配をよそにエルサのくしゃみは治まらず、スノーギーズも次々と増え続けるのであった。赤い糸は町にまで伸びており、アナはエルサと共に前作に登場した様々な場所をめぐり、たくさんのプレゼントをもらう。
アナは大量のプレゼントを両腕に抱え、エルサに導かれながら赤い糸を辿り続け、2人は時計塔の上（前作の「とびら開けて」のワンシーンでアナとハンスが踊っていた場所）へ。そこにはエルサとアナの人形がありアナは感激するが、エルサが塔から落下しそうになる。慌ててエルサを引き上げたアナはエルサに熱があることに気付き、エルサもようやく自分が風邪をひいていることを認め、2人は城へと戻る。
城の門を開けると、中庭でクリストフ、スヴェン、オラフ、スノーギーズが出迎え、城下街の子供たちも集まりアナを祝うパーティーを繰り広げる。パーティーの終盤、エルサはアナが止めるのも聞かずに、女王の勤めだからと誕生日の角笛を吹く。すると大きな雪玉が大砲の弾のように勢いよく角笛から飛び出し、遠くサザンアイルズで馬小屋の掃除をしているハンスに命中。ハンスは積み上げていた馬糞の山に突っ込んだ。
パーティーの後、エルサは自分のベッドに横になっていた。アナは「エルサの看病ができるのが、何よりのプレゼント。」と嬉しそうに微笑んだ。
同じ頃、クリストフとオラフはスノーギーズを連れてエルサの氷の城へやって来た。全てのスノーギーズに名前を付け、嬉々として彼らを城の中へと引率するオラフ。クリストフはそんなオラフをあきれた目で見つめ、マシュマロウに「聞くなよ」と言うのであった。

## 登場キャラクター
スノーギーズ（Snowgies）
本作より新登場した小さな雪だるま。
エルサがくしゃみをするたび、4-5体ほど出てくる。少しいたずらっ子。彼らのせいで国民（特にクリストフ）は散々な目に遭った。

## 声の出演
※括弧内は日本語吹き替え
- アナ: クリスティン・ベル（神田沙也加）
- エルサ: イディナ・メンゼル（松たか子）
- クリストフ: ジョナサン・グロフ（原慎一郎）
- オラフ: ジョシュ・ギャッド（ピエール瀧〈劇場版〉／武内駿輔〈2019年版[5]〉）
- オーケン: クリス・ウィリアムズ（英語版）（北川勝博）
- ハンス: サンティノ・フォンタナ（津田英佑）
- マシュマロウ: ポール・ブリッグス（英語版）（藤原貴弘）

## 製作
2014年9月2日、ABCで放送された『The Story of Frozen Making a Disney Animated Classic』の中で、ウォルト・ディズニー・アニメーション・スタジオのチーフ・クリエイティブ・オフィサーであったジョン・ラセターは、新曲を含む『アナと雪の女王』の短編映画を今後公開すると発表した。同日、『バラエティ』は、本作が『Frozen Fever』というタイトルで2015年初頭に公開され、クリス・バックとジェニファー・リーが共同監督として、ピーター・デル・ヴェッチョがプロデューサーとして復帰し、クリステン・アンダーソン＝ロペスとロバート・ロペスが新曲を製作すると発表した。雪だるまのオラフの登場も発表した。2014年12月3日、エイミー・スクリブナーが共同プロデューサーとなり、本作が2015年3月13日にウォルト・ディズニー・ピクチャーズの『シンデレラ』と同時上映で劇場公開されることが発表された。12月下旬、共同監督たちはAP通信に「これらのキャラクター、キャスト、音楽には何か魔法がある。観客が私たちの短編を楽しんでくれることを願っています。本当に楽しかった」と語った。同じ頃、『アナと雪の女王』のオーケストレーションを担当したデイブ・メッツガーは、すでに本作の製作に取り掛かっていることを明かした。
本作には、アンダーソン＝ロペスとロペスによる楽曲「パーフェクト・デイ ～特別な一日～」が使用されている。2015年3月1日、カリフォルニア州ハリウッドのエル・キャピタン劇場で行われた『シンデレラ』と本作のプレミアで、ジョシュ・ギャッドは『USAトゥデイ』に対し、「子供たちがまったく新しい『アナと雪の女王』の歌を歌うことになることを、世界中の親たちに謝りたい」と語った。
クリエイターたちは2014年6月、本作の可能性についてブレインストーミングを始めた。オラフについての初期の話し合いの後、ストーリー・アーティストのマーク・スミスが、エルサが風邪をひいたらどうなるかというアイデアを出し、それが本作のプロットの基礎となった。監督たちは6月に製作を開始し、8月にはキャストとともにレコーディング・スタジオに戻ってヴォーカル・トラックを録音した。製作には6カ月を要した。『アナと雪の女王』のアニメーター全員が、本作の少なくとも1つのショットのアニメーションを担当するために戻ってくることを希望したため、短編映画としては多くのアニメーターがクレジットされることになった。2014年秋、『ベイマックス』のアニメーション製作が終了し、スタジオのアニメーターが後続の長編に取り掛かる前のタイトな時間枠に、本作のアニメーション製作を押し込むのに苦労した。この時期、監督たちは『アナと雪の女王』のキャラクターたちがどれほど恋しいかを実感し始め、長編続編『アナと雪の女王2』（2019年）へと発展するアイデアを話し合い始めた。

## 封切り

### 劇場公開とホームビデオ
本作は、2015年3月13日にウォルト・ディズニー・ピクチャーズの『シンデレラ』とともに劇場公開された。2015年8月11日にデジタルHDとディズニー・ムービーズ・エニウェアでリリースされ、2015年8月18日にウォルト・ディズニー・アニメーション・スタジオ短編映画コレクションDVD/Blu-rayコンボパックでリリースされた。また、2015年9月15日にリリースされた『シンデレラ』のBlu-ray、DVD、デジタルHDにも収録された。2015年11月9日には、イギリス全土のテスコ店舗の好意により、独占DVDコピーで発売された。
日本では、2015年8月26日に発売されたディズニー・ショートフィルム・コレクションに収録された。

### ストリーミング
本作は2015年10月25日に北米のNetflixで配信され、『ミッキーのミニー救出大作戦』や『紙ひこうき』も収録された「ウォルト・ディズニー・アニメーション・スタジオ短編映画コレクション」の1作品として同サービスで公開された。しかし、追加されてから5年後の2021年10月25日にNetflixから削除された。
本作をはじめ、Netflixで公開された他のほとんどの作品は、2021年11月12日の第1回「Disney+デイ」に、1つのコレクションではなく、個別にDisney+でストリーミング配信されるようになった。

### テレビ放送（日本）
『ディズニー短編アニメーションセレクション』の1つとして2016年3月21日にNHK Eテレ（教育テレビ）にて地上波初放送した。スピンオフ元である『アナと雪の女王』の地上波初放送は2017年3月4日にフジテレビ系列にて放映したため、スピンオフ作品の方が先に地上波で放映された事となった。

## 作品の評価
『USAトゥデイ』のクラウディア・プイグは、本作を4つ星中3つ星と評価し、新曲（「パーフェクト・デイ ～特別な一日～」）を「心地よい」と評した。彼女は、本作は「オリジナルほど爽快で独創的ではないが、心温まるスピンオフでこの2人の姉妹の簡略化された物語を見るのはやはり楽しい」と結論づけた。BBCに寄稿したナタリー・ジェイミーソンは、この新曲を「キャッチーで楽しい」と評した。『スレート』のダン・コイスは、本作を「ディズニーの短編作品による最近の最初の失敗作であり、ラセター率いるディズニーによる最初の深刻な失敗作である」と評した。『デイリー・テレグラフ』のロビー・コリンは、「パーフェクト・デイ ～特別な一日～」を絶賛し、「純粋なアイシング・シュガーをまぶした、唇を刺激するお菓子であり、ソングライターのクリステン・アンダーソン＝ロペスとロバート・ロペスが、間もなく公開される『アナと雪の女王』の長編続編のために何か特別なことを考え出す能力があることを示唆している」と述べた。
クレイブ・オンラインのウィットニー・セイボルドは、本作は「ディズニーがいつも風景を汚している、まさに目立つ消費主義の祭典である」と書いた。タイムズ・ピケユーンのマイク・スコットは、「甘さ、おかしさ、調子の良さがブレンドされた本作は、オリジナルの『アナと雪の女王』とビジョンも精神も一致していて満足できる」と書いた。